# Tijdelijke Commissie Onderzoek Zorguitgaven
De Tijdelijke commissie Onderzoek Zorguitgaven was een Tweede Kamercommissie.

## Voorgeschiedenis
Op 5 december 2002 heeft de Kamer een motie aanvaard van het lid Wilders. De motie vroeg om een parlementair onderzoek naar de effectiviteit van de besteding van 14 miljard euro extra investeringen in de gezondheidszorg sinds 1994. Naar aanleiding hiervan heeft de vaste commissie voor Volksgezondheid, Welzijn en Sport een onderzoeksvoorstel opgesteld. In april 2003 is door het Presidium besloten dit voorstel te honoreren.

## Doel
Doel van het onderzoek was om inzicht in de effectiviteit van de zorguitgaven te verkrijgen en in de factoren die hier van invloed op zijn. Dit stelt de Kamer in staat haar controlerende en medewetgevende taak met betrekking tot het beleidsterrein volksgezondheid in de toekomst beter te vervullen.
Het onderzoek werd in twee fasen gesplitst: een verkenningsfase en een verdiepingsfase. De resultaten van de verkenningsfase dienden als basis voor gericht vervolgonderzoek, waarover de Kamer besliste nadat ze kennis heeft genomen van die resultaten. Een deel van het onderzoek in de verkenningsfase werd uitbesteed.

## Commissieleden
- Aart Mosterd (CDA (voorzitter)
- Agnes Kant (SP)
- Anouchka van Miltenburg (VVD)
- Hilbrand Nawijn (groep-Nawijn (ex-LPF))
- Antoinette Vietsch (CDA)

De griffier was Ton Teunissen.